# Lemmings
Pour les articles homonymes, voir Lemming (homonymie).
Lemmings est une série de jeux vidéo créée par DMA Design.

## Liste des jeux

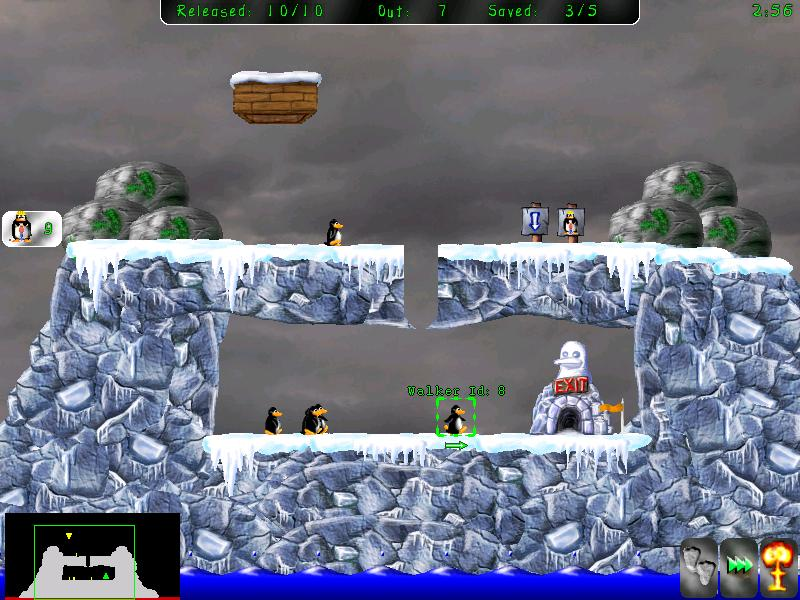
Pingus, une variante libre de Lemmings.

- 1991 : Lemmings est le jeu qui a lancé la série.
- 1991 : Oh No! More Lemmings est un épisode sorti à la fois en version stand alone et en extension. Il contient 100 niveaux inédits avec de nouveaux environnements graphiques et sonores. Le gameplay reste identique à la version originale. Il est réédité en compilation avec l'épisode original (Lemmings Double Pack, 1993) et parfois directement inclus dans les adaptations les plus récentes de l'épisode original.
- 1993-1994 : Christmas Lemmings, aussi appelés Holiday Lemmings 1993 et 1994, sont deux épisodes au contenu limité, basés sur le thème de Noël, sorti sur Amiga et PC (MS-DOS). Les lemmings apparaissent habillés en Père Noël dans des décors hivernaux et la bande-son est inspirée de musiques traditionnelles de fin d'année. La première version contient 32 niveaux, la seconde, 64 dont 32 inédits. Le gameplay est identique à l'épisode original. Xmas lemmings '91 et '92, deux démos jouables de 4 niveaux, sont également distribuées fin 1991 et fin 1992 dans les magazines spécialisés.
- 1993 : Lemmings 2: The Tribes est le deuxième épisode de la série. Le joueur doit guider 12 tribus de lemmings au terme de 10 niveaux. Chaque tribu possède ses propres aptitudes, dont le nombre total passe à 60. Seuls les lemmings qui ont été sauvés apparaissent au niveau suivant, poussant le joueur à refaire les niveaux avec plus d'efficacité.
- 1994 : All New World of Lemmings, appelé The Lemmings Chronicles aux États-Unis, est le troisième épisode de la série et le dernier jeu à être développé par DMA Design. Le joueur est aux commandes de trois tribus. La principale nouveauté tient à ce que les lemmings peuvent désormais ramasser des compétences dans le niveau.
- 1995 : 3D Lemmings, le quatrième épisode de la série, est une tentative de transposition du concept à la 3D.
- 1996 : Lemmings Paintball est un spin-off qui mélange action et réflexion. Dans des niveaux représentés en 3D isométrique, le joueur doit guider jusqu'à quatre lemmings vers un drapeau avant la fin du temps imparti. La progression amène à éliminer des ennemis avec un paintball et à résoudre des énigmes en faisant collaborer les personnages.
- 1996 : The Adventures of Lomax est un spin-off dans le genre plates-formes. Il met en scène Lomax, un lemming qui doit sauver ses congénères à travers plus de 40 niveaux à défilement horizontal.
- 2000 : Lemmings Revolution, le cinquième épisode de la série, propose un concept proche de l'original mais les niveaux sont désormais construits autour d'un cylindre.
- 2006 : Lemmings marque un retour à la formule initiale. Les versions PSP et PS2 constituent des remakes de l'épisode original avec quelques niveaux additionnels (basés sur la caméra EyeToy pour la version PS2) et un éditeur de niveau. La version PS3, proposée en téléchargement, contient quarante-cinq niveaux inédits.